# Speyeria hutchinsi
Speyeria hutchinsi är en fjärilsart som beskrevs av Gunder 1932. Speyeria hutchinsi ingår i släktet Speyeria och familjen praktfjärilar. Inga underarter finns listade i Catalogue of Life.